# Liste der Bodendenkmale in Jahrsdorf
In der Liste der Bodendenkmale in Jahrsdorf sind die Bodendenkmale der Gemeinde Jahrsdorf nach dem Stand der Bodendenkmalliste des Archäologischen Landesamts Schleswig-Holstein von 2016 aufgelistet.
Die Kulturdenkmale sind in der Liste der Kulturdenkmale in Jahrsdorf aufgeführt.
| Denkmal-ID           | Befundart           | Bezeichnung | Zeitstellung                 | Lage | Bemerkungen | Bild |
| -------------------- | ------------------- | ----------- | ---------------------------- | ---- | ----------- | ---- |
| aKD-ALSH-Nr. 003 216 | Grabmal > Grabhügel | Grabhügel   | Vor- und/oder Frühgeschichte |      |             |      |
| aKD-ALSH-Nr. 003 217 | Grabmal > Grabhügel | Grabhügel   | Vor- und/oder Frühgeschichte |      |             |      |
| aKD-ALSH-Nr. 003 218 | Grabmal > Grabhügel | Grabhügel   | Vor- und/oder Frühgeschichte |      |             |      |
| aKD-ALSH-Nr. 003 219 | Grabmal > Grabhügel | Grabhügel   | Vor- und/oder Frühgeschichte |      |             |      |
| aKD-ALSH-Nr. 003 220 | Grabmal > Grabhügel | Grabhügel   | Vor- und/oder Frühgeschichte |      |             |      |
| aKD-ALSH-Nr. 003 221 | Grabmal > Grabhügel | Grabhügel   | Vor- und/oder Frühgeschichte |      |             |      |
| aKD-ALSH-Nr. 003 222 | Grabmal > Grabhügel | Grabhügel   | Vor- und/oder Frühgeschichte |      |             |      |
| aKD-ALSH-Nr. 003 223 | Grabmal > Grabhügel | Grabhügel   | Vor- und/oder Frühgeschichte |      |             |      |
| aKD-ALSH-Nr. 003 224 | Grabmal > Grabhügel | Grabhügel   | Vor- und/oder Frühgeschichte |      |             |      |
| aKD-ALSH-Nr. 003 225 | Grabmal > Grabhügel | Grabhügel   | Vor- und/oder Frühgeschichte |      |             |      |
| aKD-ALSH-Nr. 003 226 | Grabmal > Grabhügel | Grabhügel   | Vor- und/oder Frühgeschichte |      |             |      |
| aKD-ALSH-Nr. 003 227 | Grabmal > Grabhügel | Grabhügel   | Vor- und/oder Frühgeschichte |      |             |      |
| aKD-ALSH-Nr. 003 228 | Grabmal > Grabhügel | Grabhügel   | Vor- und/oder Frühgeschichte |      |             |      |
| aKD-ALSH-Nr. 003 229 | Grabmal > Grabhügel | Grabhügel   | Vor- und/oder Frühgeschichte |      |             |      |
| aKD-ALSH-Nr. 003 230 | Grabmal > Grabhügel | Grabhügel   | Vor- und/oder Frühgeschichte |      |             |      |
| aKD-ALSH-Nr. 003 231 | Grabmal > Grabhügel | Grabhügel   | Vor- und/oder Frühgeschichte |      |             |      |
| aKD-ALSH-Nr. 003 232 | Grabmal > Grabhügel | Grabhügel   | Vor- und/oder Frühgeschichte |      |             |      |
| aKD-ALSH-Nr. 003 233 | Grabmal > Grabhügel | Grabhügel   | Vor- und/oder Frühgeschichte |      |             |      |
| aKD-ALSH-Nr. 003 234 | Grabmal > Grabhügel | Grabhügel   | Vor- und/oder Frühgeschichte |      |             |      |
| aKD-ALSH-Nr. 003 235 | Grabmal > Grabhügel | Grabhügel   | Vor- und/oder Frühgeschichte |      |             |      |
| aKD-ALSH-Nr. 003 236 | Grabmal > Grabhügel | Grabhügel   | Vor- und/oder Frühgeschichte |      |             |      |
| aKD-ALSH-Nr. 003 237 | Grabmal > Grabhügel | Grabhügel   | Vor- und/oder Frühgeschichte |      |             |      |
| aKD-ALSH-Nr. 003 238 | Grabmal > Grabhügel | Grabhügel   | Vor- und/oder Frühgeschichte |      |             |      |
| aKD-ALSH-Nr. 003 239 | Grabmal > Grabhügel | Grabhügel   | Vor- und/oder Frühgeschichte |      |             |      |
| aKD-ALSH-Nr. 003 240 | Grabmal > Grabhügel | Grabhügel   | Vor- und/oder Frühgeschichte |      |             |      |
| aKD-ALSH-Nr. 003 241 | Grabmal > Grabhügel | Grabhügel   | Vor- und/oder Frühgeschichte |      |             |      |
| aKD-ALSH-Nr. 003 242 | Grabmal > Grabhügel | Grabhügel   | Vor- und/oder Frühgeschichte |      |             |      |
| aKD-ALSH-Nr. 003 243 | Grabmal > Grabhügel | Grabhügel   | Vor- und/oder Frühgeschichte |      |             |      |
| aKD-ALSH-Nr. 003 244 | Grabmal > Grabhügel | Grabhügel   | Vor- und/oder Frühgeschichte |      |             |      |
| aKD-ALSH-Nr. 003 245 | Grabmal > Grabhügel | Grabhügel   | Vor- und/oder Frühgeschichte |      |             |      |
| aKD-ALSH-Nr. 003 246 | Grabmal > Grabhügel | Grabhügel   | Vor- und/oder Frühgeschichte |      |             |      |
| aKD-ALSH-Nr. 003 247 | Grabmal > Grabhügel | Grabhügel   | Vor- und/oder Frühgeschichte |      |             |      |
| aKD-ALSH-Nr. 003 248 | Grabmal > Grabhügel | Grabhügel   | Vor- und/oder Frühgeschichte |      |             |      |
| aKD-ALSH-Nr. 003 249 | Grabmal > Grabhügel | Grabhügel   | Vor- und/oder Frühgeschichte |      |             |      |
| aKD-ALSH-Nr. 003 250 | Grabmal > Grabhügel | Grabhügel   | Vor- und/oder Frühgeschichte |      |             |      |
| aKD-ALSH-Nr. 003 251 | Grabmal > Grabhügel | Grabhügel   | Vor- und/oder Frühgeschichte |      |             |      |
| aKD-ALSH-Nr. 003 252 | Grabmal > Grabhügel | Grabhügel   | Vor- und/oder Frühgeschichte |      |             |      |
| aKD-ALSH-Nr. 003 253 | Grabmal > Grabhügel | Grabhügel   | Vor- und/oder Frühgeschichte |      |             |      |
| aKD-ALSH-Nr. 003 254 | Grabmal > Grabhügel | Grabhügel   | Vor- und/oder Frühgeschichte |      |             |      |
| aKD-ALSH-Nr. 003 255 | Grabmal > Grabhügel | Grabhügel   | Vor- und/oder Frühgeschichte |      |             |      |
| aKD-ALSH-Nr. 003 256 | Grabmal > Grabhügel | Grabhügel   | Vor- und/oder Frühgeschichte |      |             |      |
| aKD-ALSH-Nr. 003 257 | Grabmal > Grabhügel | Grabhügel   | Vor- und/oder Frühgeschichte |      |             |      |
| aKD-ALSH-Nr. 003 258 | Grabmal > Grabhügel | Grabhügel   | Vor- und/oder Frühgeschichte |      |             |      |
| aKD-ALSH-Nr. 003 259 | Grabmal > Grabhügel | Grabhügel   | Vor- und/oder Frühgeschichte |      |             |      |